# Zehneria guamensis
Zehneria guamensis är en gurkväxtart som först beskrevs av Elmer Drew Merrill, och fick sitt nu gällande namn av F.R. Fosberg. Zehneria guamensis ingår i släktet Zehneria och familjen gurkväxter. Inga underarter finns listade i Catalogue of Life.